# Halil Çolak
Halil Çolak (Deventer, 29 januari 1988) is een Turks-Nederlands betaald voetballer die als vleugelspeler speelt.

## Carrière

### Jeugd
Çolak doorliep de jeugdopleiding van FC Twente met als hoogtepunt het landskampioenschap bij de A-junioren in 2007. Çolak was basisspeler van dat elftal en had met 10 goals in 24 wedstrijden een belangrijk aandeel in dat kampioenschap.
In de zomer van 2007 maakte hij de overstap naar het beloftenelftal van FC Twente en wist ook daar een vaste plek te veroveren onder Cees Lok. In de competitiewedstrijd van het eerste elftal tegen FC Utrecht op 26 augustus 2007 haalde Fred Rutten hem bij de wedstrijdselectie, hij wist echter niet tot de laatste 18 door te dringen en moest dat duel vanaf de tribune toekijken. 
Vlak voor het sluiten van de transfermarkt van januari in 2008 vertrok hij op huurbasis naar SC Cambuur.

### SC Cambuur
Çolak maakte op 1 februari 2008 direct zijn debuut voor SC Cambuur in de thuiswedstrijd tegen FC Zwolle die in 1-1 eindigde. Hij speelde de gehele wedstrijd. In totaal speelde hij elf duels voor de Friezen, die hem graag nog een seizoen wilden huren. Çolak scoorde eenmaal voor de ploeg uit Leeuwarden.

### Go Ahead Eagles
Op 27 juni 2008 bereikte de Go Ahead Eagles overeenstemming met FC Twente om Çolak voor een jaar te huren, waardoor hij terugkeert naar zijn geboorteplaats. In het eerste competitieduel tegen VVV-Venlo, dat met 5-0 verloren werd, mocht hij invallen. Het duel daarna, dat met 1-1 gelijk gespeeld werd tegen Fortuna Sittard, kreeg hij een basisplaats en was direct belangrijk met een assist. Hierna brak hij zijn kuitbeen op de training, waardoor hij enkele weken vanaf de kant moest toekijken. Op 23 november maakte hij zijn rentree en kreeg direct weer een basisplaats in het duel tegen FC Den Bosch dat in 0-0 eindigde. In totaal kwam hij nog tot 23 duels waarin hij zes maal doel trof.
Op 24 april 2009 werd bekend dat Çolak ook in seizoen 2009/10 aan Go Ahead Eagles verhuurd wordt. Een paar maand later werd de huurtermijn al overgezet in een definitieve overgang. Çolak tekende voor drie jaar bij de Deventernaren. In de eerste seizoenshelft van 2009/10 scoorde Çolak tien competitiedoelpunten in 21 wedstrijden. Ook scoorde hij in de KNVB beker onder andere tegen Heracles Almelo. Zijn goede prestaties bleven niet onopgemerkt.  Galatasaray toonde in de winterstop van seizoen 2009/2010 interesse in de aanvaller, maar tot een overgang leidde deze interesse nooit.

### Kasımpaşa SK
Hij tekende in augustus 2010 een driejarig contract bij Kasımpaşa SK. Eind maart 2015 werd zijn contract ontbonden.

## Erelijst
- Landskampioen A-junioren: 2007 (FC Twente/Heracles)

## Clubstatistieken
| Seizoen | Club                 | Land      | Competitie     | Duels | Goals |
| ------- | -------------------- | --------- | -------------- | ----- | ----- |
| 2007/08 | SC Cambuur           | Nederland | Eerste divisie | 11    | 1     |
| 2008/09 | Go Ahead Eagles      | Nederland | Eerste divisie | 23    | 6     |
| 2009/10 | Go Ahead Eagles      | Nederland | Eerste divisie | 27    | 10    |
| 2010/11 | Kasımpaşa SK         | Turkije   | Süper Lig      | 18    | 5     |
| 2011/12 | Kasımpaşa SK         | Turkije   | 1. Lig         | 23    | 5     |
| 2012/13 | Kasımpaşa SK         | Turkije   | Süper Lig      | 16    | 3     |
| 2013/14 | Kasımpaşa SK         | Turkije   | Süper Lig      | 9     | 0     |
| 2014/15 | Kasımpaşa SK         | Turkije   | Süper Lig      | 16    | 2     |
| 2015/16 | Akhisar Belediyespor | Turkije   | Süper Lig      | 7     | 0     |
| 2015/16 | → Sanliurfaspor      | Turkije   | 1. Lig         | 6     | 2     |
| 2016/17 | Istanbulspor         | Turkije   | 2.Lig          | 32    | 10    |
| 2017/18 | Istanbulspor         | Turkije   | 1. Lig         | 20    | 10    |
| 2018/19 | Istanbulspor         | Turkije   | 1. Lig         | 19    | 3     |
| 2019/20 | Balıkesirspor        | Turkije   | 1. Lig         | 13    | 1     |
| 2019/20 | Samsunspor           | Turkije   | 2.Lig          | 11    | 1     |
| Totaal  | Totaal               | Totaal    | Totaal         | 251   | 59    |

Bijgewerkt op 13 april 2020